# Giuliano Vangi
Giuliano Vangi (Barberino di Mugello, 13 marzo 1931 – Pesaro, 26 marzo 2024) è stato un pittore, scultore e insegnante italiano.

## Biografia

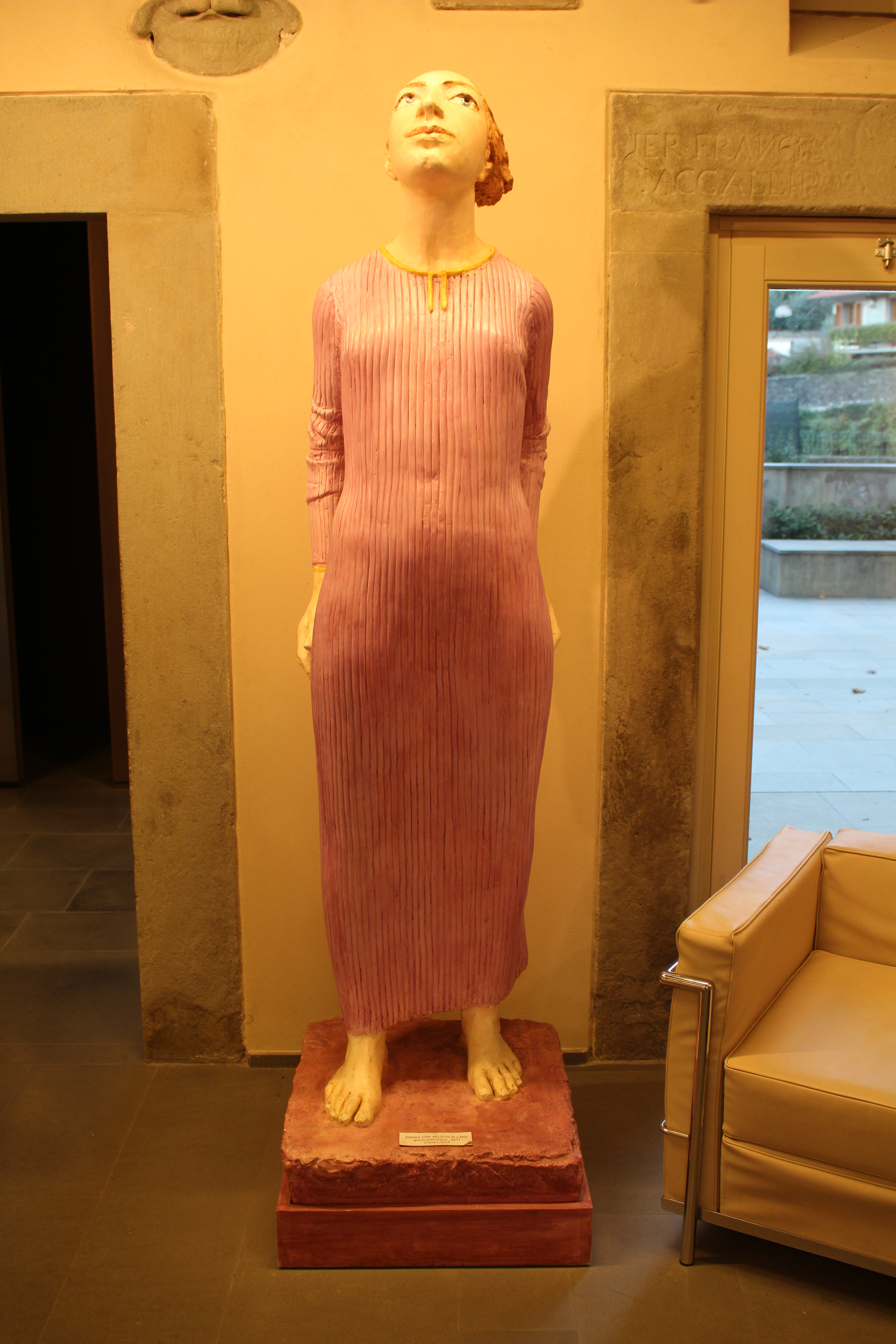
Una statua di Giuliano Vangi

Studiò all'Istituto d'Arte e all'Accademia di belle arti di Firenze. Dal 1950 al 1959 insegnò presso l'Istituto d'Arte di Pesaro. Nel 1959 si trasferì in Brasile dove si dedicò all'astrattismo, lavorando cristalli e metalli quali ferro e acciaio.
Nel 1962 ritornò in Italia stabilendosi prima a Varese e poi a Pesaro. Fece parte dell'Accademia delle arti del disegno di Firenze, dell'Accademia di San Luca e dell'Accademia dei Virtuosi al Pantheon di Roma.
Espose in molte sedi prestigiose in Italia e all'estero: particolarmente degna di menzione fu la prima importante esposizione italiana a Palazzo Strozzi nel 1967. Negli anni successivi si susseguirono numerose mostre in tutto il mondo.
Giuliano Vangi realizzò numerosi monumenti collocati in prestigiosi contesti, come la statua di San Giovanni Battista a Firenze, La lupa in Piazza Postierla a Siena, Il Crocifisso ed il nuovo Presbiterio per la Cattedrale di Padova, il nuovo altare e l'ambone del Duomo di Pisa, Varcare la Soglia, la grande scultura in marmo al nuovo ingresso dei Musei Vaticani, una scultura in legno policromo per la Sala Italia di Palazzo Madama a Roma, Donna in movimento per una piazza in centro a Pontedera (PI), un ambone in pietra garganica sul tema di Maria di Magdala per la chiesa di Padre Pio a San Giovanni Rotondo (FG) dedicata a Padre Pio e realizzata in collaborazione con l'architetto Renzo Piano, la nuova Cappella del cimitero comunale di Azzano (LU), creata assieme all'architetto Mario Botta, con il quale collaborò anche per il Santuario del Beato Giovanni XXIII a Seriate (BG). Per il Duomo di Padova realizzò l'altare in mamo di Carrara dominato dal crocifisso luminoso e vincente; un ambone come angelo annunziante, le statue di san Prosdocimo e santa Giustina patroni della chiesa padovana e una statua di Sant'Antonio che predica ai pesci.
Morì a Pesaro il 26 marzo 2024 all'età di 93 anni a causa di una leucemia.

## Maestro del Palio di Asti
Giuliano Vangi realizzò nel 1994 i due sendalli per la festa del santo Patrono san Secondo ad Asti. Uno dei due, come da tradizione, fu offerto il primo martedì di maggio al patrono ed è conservato nella collegiata di San Secondo. Il secondo fu consegnato al vincitore della corsa del Palio di Asti la terza domenica di settembre. Quell'edizione fu vinta dal comune di Moncalvo.

## Giuliano Vangi nei musei
- Museo d'arte Costantino Barbella sez. d'arte moderna di Chieti
- La Permanente, Milano
- mostra temporanea in una sezione del MART  di Rovereto

## Riconoscimenti
- Nel 1998 ha ricevuto il Premio Feltrinelli per la Scultura, conferito dall'Accademia dei Lincei.[2]